# Garešnica
Garešnica es un municipio de Croacia en el condado de Bjelovar-Bilogora.

## Geografía
Se encuentra a una altitud de 117 m s. n. m. a 101 km de la capital nacional, Zagreb.

## Demografía
En el censo 2011 el total de población del municipio fue de 10472 habitantes, distribuidos en las siguientes localidades:
- Ciglenica -  368
- Dišnik -  343
- Duhovi - 111
- Garešnica - 3 874
- Garešnički Brestovac -  908
- Gornji Uljanik - 116
- Hrastovac -  479
- Kajgana -  271
- Kaniška Iva - 466
- Kapelica - 546
- Mala Bršljanica - 48
- Mali Pašijan -  190
- Malo Vukovje - 122
- Rogoža -  248
- Tomašica - 365
- Trnovitički Popovac - 392
- Uljanički Brijeg - 26
- Uljanik - 287
- Velika Bršljanica - 228
- Veliki Pašijan - 344
- Veliki Prokop - 48
- Veliko Vukovje - 251
- Zdenčac - 441

| Gráfica de población de Garešnica 1857-2011                         |
|                                                                     |
| Según los censos de población de la oficina estadística de Croacia. |